# 17470 Mitsuhashi
17470 Mitsuhashi è un asteroide della fascia principale. Scoperto nel 1991, presenta un'orbita caratterizzata da un semiasse maggiore pari a 3,1545074 UA e da un'eccentricità di 0,1452455, inclinata di 4,11819° rispetto all'eclittica.